# Montreux Volley Masters 2009
Il Montreux Volley Masters di pallavolo femminile 2009 si è svolto dal 9 al 14 giugno 2009 a Montreux, in Svizzera. Al torneo hanno partecipato 8 squadre nazionali e la vittoria finale è andata per la quinta volta al Brasile.

## Squadre partecipanti
- Brasile
- Cina
- Cuba
- Germania
- Giappone
- Italia
- Paesi Bassi
- Polonia

## Gironi
| Girone A                      | Girone B                         |
| ----------------------------- | -------------------------------- |
| Brasile Cina Germania Polonia | Cuba Giappone Italia Paesi Bassi |

## Fase finale

### Finali 1º e 3º posto
|  | Semifinali  | Semifinali  | Semifinali |        |         | Finale 1º/2º posto | Finale 1º/2º posto | Finale 1º/2º posto |  |
|  |             |             |            |        |         |                    |                    |                    |  |
|  | Brasile     | Brasile     | 3          |        |         |                    |                    |                    |  |
|  | Brasile     | Brasile     | 3          |        |         |                    |                    |                    |  |
|  | Paesi Bassi | Paesi Bassi | 0          |        |         |                    |                    |                    |  |
|  | Paesi Bassi | Paesi Bassi | 0          |        | Brasile | Brasile            | 3                  |                    |  |
|  |             |             |            |        | Brasile | Brasile            | 3                  |                    |  |
|  |             |             | Italia     | Italia | 0       |                    |                    |                    |  |
|  | Italia      | Italia      | Italia     | Italia | 0       | 3                  |                    |                    |  |
|  | Italia      | Italia      |            |        |         | 3                  |                    |                    |  |
|  | Cina        | Cina        | 0          |        |         | Finale 3º/4º posto | Finale 3º/4º posto | Finale 3º/4º posto |  |
|  | Cina        | Cina        | 0          |        |         |                    |                    |                    |  |
|  |             |             |            |        |         |                    |                    |                    |  |
|  |             |             |            |        |         | Paesi Bassi        | Paesi Bassi        | 0                  |  |
|  |             |             |            |        |         | Paesi Bassi        | Paesi Bassi        | 0                  |  |
|  |             |             |            |        |         | Cina               | Cina               | 3                  |  |

### Finale 5º posto
|  | Semifinali | Semifinali | Semifinali |          |         | Finale  | Finale | Finale |  |
|  |            |            |            |          |         |         |        |        |  |
|  | Polonia    | Polonia    | 3          |          |         |         |        |        |  |
|  | Polonia    | Polonia    | 3          |          |         |         |        |        |  |
|  | Giappone   | Giappone   | 0          |          |         |         |        |        |  |
|  | Giappone   | Giappone   | 0          |          | Polonia | Polonia | 3      |        |  |
|  |            |            |            |          | Polonia | Polonia | 3      |        |  |
|  |            |            | Germania   | Germania | 2       |         |        |        |  |
|  | Cuba       | Cuba       | Germania   | Germania | 2       | 0       |        |        |  |
|  | Cuba       | Cuba       |            |          |         |         |        |        |  |
|  | Germania   | Germania   | 3          |          |         |         |        |        |  |

## Podio

### Campione
Formazione: 1 Fabiana Claudino, 2 Ana Takagui, 3 Marianne Steinbrecher, 4 Paula Pequeno, 5 Caroline Gattaz, 6 Thaísa de Menezes, 7 Danielle Lins, 8 Fernanda Ferreira, 9 Wélissa Gonzaga, 10 Natália Pereira, 11 Jaqueline de Carvalho, 12 Sheilla de Castro, 13 Fabiana de Oliveira, 14 Adenízia da Silva, 15 Regiane Bidias, 16 Josefa de Souza, 17 Joyce da Silva, 18 Camila Brait, CT: José Roberto Guimarães

### Secondo posto
Formazione: 4 Giulia Rondon, 5 Francesca Marcon, 6 Annamaria Quaranta, 7 Enrica Merlo, 10 Giulia Pincerato, 11 Serena Ortolani, 12 Veronica Angeloni, 13 Valentina Arrighetti, 15 Lucia Crisanti, 16 Lucia Bosetti, 17 Ilaria Garzaro, 18 Cristina Barcellini, CT: Marco Bracci

### Terzo posto
Formazione: 1 Li Juan, 2 Xue Ming, 4 Xu Yunli, 5 Ma Yunwen, 6 Chu Jinling, 7 Zhang Xian, 8 Hui Ruoqi, 9 Zhao Yanni, 10 Wang Yimei, 11 Wei Qiuyue, 12 Yin Na, 15 Yin Meng, 16 Wang Qian, 18 Shen Jingsi, CT: Cai Bin

## Classifica finale
| Classifica | Squadre     |
| ---------- | ----------- |
|            | Brasile     |
|            | Italia      |
|            | Cina        |
| 4          | Paesi Bassi |
| 5          | Polonia     |
| 6          | Germania    |
| 7          | Cuba        |
| 7          | Giappone    |